# Арешян Григор Євгенович
Григор Євгенович Арешян (вірм. Գրիգոր Արեշյան; 13 травня 1949, Єреван — 2 серпня 2020) — вірменський державний діяч.

## Біографічні відомості
Народився 13 травня 1949 року в Єревані.
- 1966—1970 — історичний факультет Єреванського державного університету.
- 1970—1973 — аспірант Єреванського державного університету. Кандидат історичних наук.
- 1970—1973 — лаборант на кафедрі археології Єреванського державного університету.
- 1973—1980 — молодший науковий співробітник в центрі вірменоведення Єреванського державного університету.
- 1980—1981 — старший науковий співробітник, а потім заступник начальника управління охорони пам'яток при раді міністрів Вірменської РСР.
- 1981—1987 — завідувач лабораторією Єреванського державного університету.
- З 1987 — доцент Єреванського державного університету.
- 1987—1991 — заступник директора Інституту археології Академії наук Вірменської РСР.
- 1991—1992 — державний міністр Вірменії; очолював державну делегацію на переговорах з Росією[2].

Пізніше переїхав до США, працював в Археологічному центрі при Каліфорнійському університеті в Лос-Анджелесі. Іноземний член НАН РВ (2014).